# Mary Banotti
Mary Elizabeth Banotti z domu O’Mahony (ur. 29 maja 1939 w Dublinie, zm. 10 maja 2024 tamże) – irlandzka polityk, pielęgniarka, działaczka społeczna, od 1984 do 2004 deputowana do Parlamentu Europejskiego II, III, IV i V kadencji.

## Życiorys
Spokrewniona z Michaelem Collinsem, siostra polityk Nory Owen. Po zakończeniu edukacji pracowała jako pielęgniarka poza granicami kraju, m.in. w Stanach Zjednoczonych, Kanadzie i Afryce. Od 1980 do 1984 prowadziła własny cotygodniowy program poświęcony sprawom społecznym w telewizji RTÉ. Wcześniej, w 1975, była wśród założycieli centrum przeciwdziałania alkoholizmowi, którym kierowała przez kilkanaście lat.
W wyborach europejskich w 1984 po raz pierwszy z ramienia Fine Gael została posłanką do Parlamentu Europejskiego. Skutecznie ubiegała się o reelekcję w 1989, 1994 i 1999. Należała do grupy chadeckiej, była kwestorem PE V kadencji, wiceprzewodniczącą Komisji ds. Kultury, Młodzieży, Edukacji i Środków masowego przekazu (1989–1997). W PE zasiadała nieprzerwanie przez 20 lat.
W 1997 bez powodzenia kandydowała w wyborach prezydenckich. Obejmowała szereg funkcji w organizacjach społecznych zajmujących się prawami dzieci, została członkinią ICMEC (międzynarodowej organizacji przeciwdziałającej wyzyskowi i zaginięciom dzieci). Wybrana na honorową przewodniczącą Health First Europe.